# Empoasca pipturi
Empoasca pipturi är en insektsart som beskrevs av Metcalf 1946. Empoasca pipturi ingår i släktet Empoasca och familjen dvärgstritar. Inga underarter finns listade i Catalogue of Life.